# Caribbean Galaxy
La Caribbean Galaxy (come riportato sullo scafo ma classificata dal RINA e ufficialmente iscritta al n. 88739 sul Registro internazionale come Caribbean Galaxi con la "i" finale per differenziarla dall'allora omonima petroliera ancora in attività prima che quest'ultima cambiasse nome) era una nave traghetto appartenente alla compagnia Atlantic Blue Seaways.

## Servizio
Costruita nel 1973 in Giappone con il nome di Orion, la nave fu messa in servizio tra Kanda e Osaka. Nel 1980 fu noleggiata, rinominata Ferry Nishiki Maru e immessa su un collegamento tra Osaka, Kōbe e Beppu. Tornata al nome originale nel 1984, cinque anni più tardi passò di mano due volte, assumendo temporaneamente il nome di View of Nagasaki e venendo poi acquistata dalla greca Minoan Lines, che la sottopose a grandi lavori di trasformazione dal 1989 al 1991 per aumentarne la capacità passeggeri dandole il nome di Daedalus.
In questa veste la nave fu impiegata prevalentemente nei collegamenti tra Grecia e Italia, in particolare sulle rotte da Venezia e Ancona a Patrasso, con scali a Igoumenitsa e Corfù. Nel 2002, con l'entrata in servizio di più moderni cruise ferry, la Daedalus fu destinata alle linee interne greche, prestando servizio principalmente nei collegamenti tra Salonicco, le isole Cicladi e Candia.
Nell'ottobre 2005 la nave fu venduta alla Adria Ferries, prendendo il nome di Riviera Adriatica e venendo immessa sulla linea Ancona - Durazzo. Nella stagione estiva 2006 la Riviera Adriatica fu noleggiata alla Algérie Ferries, che la utilizzò per collegare Algeri con Marsiglia. Mentre svolgeva questo servizio la nave fu bloccata per quattro giorni nel porto francese per via di inadempienze rilevate durante un'ispezione. Il noleggio fu ripetuto anche nelle due stagioni successive, mentre dal 2008 la nave rimase stabilmente in servizio nei collegamenti tra Italia e Albania, alternando Ancona e Bari come scalo italiano.
Nel 2012 la nave prese bandiera italiana e fu ribattezzata AF Claudia Prima.
Nel 2016 la compagnia Atlantic Blue Seaways ha acquistato la nave ribattezzandola Caribbean Galaxy, ma non è mai entrata in servizio con la nuova compagnia. 
Nel dicembre del 2018, dopo un lungo periodo di disarmo a Perama, parte per la demolizione ad Aliağa in Turchia.

## Navi gemelle
- Morning Shine (demolita in Cina, 2011)
- Sea Trail (demolita ad Alang, 2003)
- St. Ezekiel Moreno (demolita in Bangladesh, 2007)